# Karkulín ze střechy
Karkulín ze střechy (švédsky Lillebror och Karlsson på taket) je kniha pro děti švédské spisovatelky Astrid Lindgrenové. Poprvé vyšla v roce 1955 a v českém překladu pak roku 1983. Po roce 1970 začala být velmi populární v Sovětském svazu.

## Děj
Kniha se odehrává ve Stockholmu, kde žije rodina Svantessonových – tatínek a maminka, patnáctiletý Albert, čtrnáctiletá Bety a sedmiletý Ben, který se nejvíce kamarádí se spolužáky Gunilou a Kirstkem. Na střeše domu Svantessonových ale bydlí ještě Karkulín ze střechy. Karkulín je malý, sebevědomý tlouštík, který dovede létat. Když se totiž otočí knoflíkem, který má na bříšku, hned se nastartuje motorek na jeho zádech a Karkulín se vznáší ve vzduchu. Karkulín věří, že ve všem, co dělá, je nejlepší na světě, a rád to také dává najevo. Od doby, co se seznámil s Benem, začal být Benův život dobrodružný a vzrušující. Karkulín Benovi ukázal svůj domek, vystrašil zloděje, kteří se chtěli vloupat do jejich bytu, byl na Benově narozeninové oslavě, kde se také seznámil s jeho rodinou, a zažil s ním mnoho dalšího.

## Přijetí díla a interpretace
Námětem knihy Karkulín ze střechy je vztah rodičů a dětí a touha dítěte po fantazii. Dětští hrdinové mají problém najít mezičlánek mezi světem her a fantazie a světem dospělých. Do tohoto prázdného prostoru pak vstupují záhadné bytosti, které děti následují tam, kam rodiče nemohou. Vytváří pak určitý most mezi světem dospělých a dětí, zaplňují to „něco“, co dětem chybí. Miroslava Genčiová zařadila Karkulínovy příběhy mezi podtyp umělé pohádky pracující s „cestou dítěte do pohádky“ – předpokládá se povědomí čtenáře o pohádce lidové, děj je však zasazen do známého, reálného prostředí. To je čas od času navštěvováno pohádkovou postavou, jež plní dětské sny.

## Adaptace
První filmové zpracování se Karkulínovi ze střechy dostalo v roce 1974. Karkulína si zahrál desetiletý Mats Wikström, ale hlas mu propůjčil dospělý herec Jan Nygren. V roce 2002 se pak objevila animovaná verze filmu.